# Río Toachi
Río Toachi är ett vattendrag i Ecuador. Det ligger i den centrala delen av landet, 80 km väster om huvudstaden Quito.